# Eugenia trunciflora
Eugenia trunciflora är en myrtenväxtart som först beskrevs av Diederich Franz Leonhard von Schlechtendal och Adelbert von Chamisso, och fick sitt nu gällande namn av George Don jr. Eugenia trunciflora ingår i släktet Eugenia och familjen myrtenväxter. Inga underarter finns listade i Catalogue of Life.